# Euselasia apheliotes
Euselasia apheliotes är en fjärilsart som beskrevs av Rebillard 1958. Euselasia apheliotes ingår i släktet Euselasia och familjen Riodinidae. Inga underarter finns listade i Catalogue of Life.